# Campeonato da Europa de Atletismo de 2014 - Salto em altura feminino
A prova do salto em altura feminino do Campeonato da Europa de Atletismo de 2014 foi disputada entre os dias 15 e 17 de agosto de 2014 no Estádio Letzigrund em Zurique, na Suíça. 

## Recordes
Antes desta competição, os recordes mundiais e do campeonato nesta prova eram os seguintes:
|                       | Nome                                      | Nacionalidade            | Altura  | Local                | Data                                                       |
| --------------------- | ----------------------------------------- | ------------------------ | ------- | -------------------- | ---------------------------------------------------------- |
| Recorde mundial       | Stefka Kostadinova                        | Bulgária                 | 2m 09cm | Roma                 | 30 de agosto de 1987                                       |
| Recorde do campeonato | Tia HellebautVenelina VenevaBlanka Vlašić | Bélgica Bulgária Croácia | 2m 03cm | Gotemburgo Barcelona | 9 de agosto de 2006 9 de agosto de 20061 de agosto de 2010 |
| Recorde europeu       | Stefka Kostadinova                        | Bulgária                 | 2m 09cm | Roma                 | 30 de agosto de 1987                                       |

## Medalhistas
| Ouro              | Prata                | Bronze          |
| Ruth Beitia (ESP) | Mariya Kuchina (RUS) | Ana Šimić (CRO) |

## Cronograma
Todos os horários são locais (UTC+2).
| Data         | Hora  | Evento       |
| ------------ | ----- | ------------ |
| 15 de agosto | 10:35 | Qualificação |
| 17 de agosto | 15:16 | Final        |

## Resultados

### Qualificação
Qualificação: Desempenho de 1.94 m (Q) ou os 12 melhores qualificados (q).
| Posição | Grupo | Atleta                     | Nacionalidade | 1.70 | 1.75 | 1.80 | 1.85 | 1.89 | Resultados | Notas |
| ------- | ----- | -------------------------- | ------------- | ---- | ---- | ---- | ---- | ---- | ---------- | ----- |
| 1       | A     | Ruth Beitia                | Espanha       | –    | –    | o    | o    | o    | 1.89       | q     |
| 1       | B     | Marie-Laurence Jungfleisch | Alemanha      | –    | o    | o    | o    | o    | 1.89       | q     |
| 1       | B     | Airinė Palšytė             | Lituânia      | –    | o    | o    | o    | o    | 1.89       | q     |
| 4       | B     | Alessia Trost              | Itália        | –    | o    | xo   | xo   | o    | 1.89       | q     |
| 5       | A     | Mariya Kuchina             | Rússia        | –    | –    | o    | o    | xo   | 1.89       | q     |
| 5       | A     | Kamila Lićwinko            | Polónia       | –    | –    | o    | o    | xo   | 1.89       | q     |
| 7       | A     | Emma Green                 | Suécia        | –    | –    | o    | o    | xxo  | 1.89       | q     |
| 7       | B     | Justyna Kasprzycka         | Polónia       | –    | o    | o    | o    | xxo  | 1.89       | q     |
| 9       | A     | Ana Šimić                  | Croácia       | –    | –    | o    | xo   | xxo  | 1.89       | q     |
| 9       | B     | Tonje Angelsen             | Noruega       | –    | xxo  | o    | xxo  | xxo  | 1.89       | q     |
| 11      | A     | Eleriin Haas               | Estónia       | –    | o    | o    | o    | xxx  | 1.85       | q     |
| 11      | A     | Ma'ayan Shahaf             | Israel        | o    | o    | o    | o    | xxx  | 1.85       | q     |
| 11      | B     | Oksana Okuneva             | Ucrânia       | –    | o    | o    | o    | xxx  | 1.85       | q     |
| 11      | B     | Daniela Stanciu            | Roménia       | –    | o    | o    | o    | xxx  | 1.85       | q     |
| 11      | B     | Grete Udras                | Estónia       | –    | o    | o    | o    | xxx  | 1.85       | q     |
| 16      | A     | Venelina Veneva-Mateeva    | Bulgária      | –    | o    | xo   | o    | xxx  | 1.85       |       |
| 17      | A     | Morgan Lake                | Grã-Bretanha  | –    | o    | o    | xo   | xxx  | 1.85       |       |
| 17      | A     | Barbara Szabó              | Hungria       | –    | o    | o    | xo   | xxx  | 1.85       |       |
| 17      | B     | Mirela Demireva            | Bulgária      | –    | o    | o    | xo   | xxx  | 1.85       |       |
| 20      | B     | Iryna Herashchenko         | Ucrânia       | –    | o    | o    | xxo  | xxx  | 1.85       |       |
| 21      | A     | Iryna Kovalenko            | Ucrânia       | –    | o    | o    | xxx  |      | 1.80       |       |
| 22      | A     | Burcu Yüksel               | Turquia       | o    | o    | xxx  |      |      | 1.75       |       |
| 23      | B     | Blanka Vlašić              | Croácia       |      |      |      |      |      | DNS        |       |

### Final
| Posição           | Atleta                     | Nacionalidade | 1.85 | 1.90 | 1.94 | 1.97 | 1.99 | 2.01 | 2.03 | Resultados | Notas            |
| ----------------- | -------------------------- | ------------- | ---- | ---- | ---- | ---- | ---- | ---- | ---- | ---------- | ---------------- |
| Medalha de ouro   | Ruth Beitia                | Espanha       | o    | xo   | o    | o    | xo   | o    | xxx  | 2.01       | =                |
| Medalha de prata  | Mariya Kuchina             | Rússia        | o    | o    | o    | o    | o    | xxx  |      | 1.99       |                  |
| Medalha de bronze | Ana Šimić                  | Croácia       | o    | o    | o    | xo   | o    | xxx  |      | 1.99       | Recorde pessoal  |
| 4                 | Justyna Kasprzycka         | Polónia       | xo   | o    | o    | xo   | o    | xxx  |      | 1.99       | Recorde nacional |
| 5                 | Marie-Laurence Jungfleisch | Alemanha      | o    | o    | xo   | o    | xxx  |      |      | 1.97       | Recorde pessoal  |
| 6                 | Oksana Okuneva             | Ucrânia       | o    | o    | o    | xxx  |      |      |      | 1.94       |                  |
| 7                 | Eleriin Haas               | Estónia       | o    | o    | xo   | xxx  |      |      |      | 1.94       | NUR              |
| 8                 | Daniela Stanciu            | Roménia       | o    | o    | xxo  | xxx  |      |      |      | 1.94       | Recorde pessoal  |
| 9                 | Tonje Angelsen             | Noruega       | o    | o    | xxx  |      |      |      |      | 1.90       |                  |
| 9                 | Emma Green                 | Suécia        | o    | o    | xxx  |      |      |      |      | 1.90       |                  |
| 9                 | Kamila Lićwinko            | Polónia       | o    | o    | xxx  |      |      |      |      | 1.90       |                  |
| 9                 | Alessia Trost              | Itália        | o    | o    | xxx  |      |      |      |      | 1.90       | =                |
| 13                | Airinė Palšytė             | Lituânia      | xo   | o    | xx–  | x    |      |      |      | 1.90       |                  |
| 14                | Ma'ayan Shahaf             | Israel        | o    | xxx  |      |      |      |      |      | 1.85       |                  |
| 14                | Grete Udras                | Estónia       | o    | xxx  |      |      |      |      |      | 1.85       | =                |

Legenda
| Recorde mundial       | Recorde mundial (World record)               |                       | Recorde africano                      | Recorde africano (African) |                                           | Q | Classificado por posição (Qualified) |
| Recorde do campeonato | Recorde do campeonato (Championship record)  | Recorde da América    | Recorde da América (Americas)         | q                          | Classificado por melhor tempo (Qualified) |   |                                      |
| Melhor marca do ano   | Melhor marca do ano (World leading)          | Recorde asiático      | Recorde asiático (Asian)              | DNS                        | Não largou (Did not start)                |   |                                      |
| Recorde nacional      | Recorde nacional (National record)           | Recorde europeu       | Recorde europeu (European)            | DNF                        | Não terminou (Did not finish)             |   |                                      |
| Recorde pessoal       | Recorde pessoal do atleta (Personal best)    | Recorde da Oceania    | Recorde da Oceania (Oceania)          | DSQ / DQ                   | Desclassificado (Disqualified)            |   |                                      |
| Recorde da temporada  | Recorde da temporada do atleta (Season best) | Recorde sul-americano | Recorde sul-americano (South America) | NM                         | Sem marca (No mark)                       |   |                                      |